# Lingue iraniche orientali
Le lingue iraniche orientali sono un ramo delle lingue iraniche.
La lingua iranica orientale più parlata nel mondo contemporaneo è la lingua pashtu, che conta circa 50 milioni di parlanti, diffusi principalmente in Afghanistan, dove è lingua ufficiale insieme al Dari, e in Pakistan, dove è lingua regionale nello stato federato di Khyber Pakhtunkhwa. 
Benché nessun'altra lingua iranica orientale raggiunga i cinque milioni di parlanti, merita di essere ricordate l'Osseto, il quale conta circa 600.000 parlanti ed è lingua ufficiale nello Stato non riconosciuto dell'Ossezia del Sud, tra Russia e Georgia, e co-ufficiale nella contigua Repubblica dell'Ossezia del Nord, soggetto federale della Russia.
Fu una lingua iranica orientale altresì l'estinto avestico, lingua sacra di composizione dei testi dell'Avesta e lingua liturgica della comunità zoroastriana, già religione ufficiale dell'impero persiano. Benché oggi gli zoroastriani, i cui due unici gruppi risiedono uno in India e uno in Iran, ammontino a poche decine di migliaia di individui, la lingua avestica è ampiamente studiata dai linguisti di tutto il mondo per via della sua grande antichità (alcuni brani sembrano risalire al II millennio avanti Cristo), che fa di questa lingua "sorella" dell'antico persiano uno degli idiomi indoeuropei di più antica attestazione. Sì noti che, proprio in virtù della sua grande antichità, la classificazione tradizionale dell'avestico come lingua iranica orientale è stato messo in dubbio da chi sostiene che tale lingua, nelle sue sopravvissute attestazioni scritte, sia antecedente all'emergere della divisione netta tra lingue iraniche orientali e occidentali. In questo caso, l'aggettivo "orientale" in riferimento all'avestico sarebbe da intendersi nel senso di "non-occidentale".
Un tempo queste lingue erano molto più diffuse, tanto da essere parlate come lingue principali nei territori attuali di Turkmenistan, Uzbekistan, Kazakistan e Tajikistan. Nei primi tre paesi esse sono state sostituite da lingue turche, nel quarto dalla lingua persiana, che è sempre iranica ma occidentale. 
Quasi certamente anche la lingua scitica, lingua degli antichi Sciti citati da fonti greche e latine come abitatori della Scizia, e cioè steppe dell'Europa Orientale, era una lingua iranica orientale.

## Classificazione
Secondo l'edizione 2009 di Ethnologue, la classificazione delle lingue iraniche orientali è la seguente
- Lingue indoeuropee
  - Lingue indoiraniche
    - Lingue iraniche
      - Lingue iraniche orientali
        - Lingue iraniche nordorientali
        - Lingue iraniche sudorientali